# Pauline Angert
Pauline Angert (* 4. September 1995 in Köln) ist eine deutsche Schauspielerin. 

## Leben
Pauline Angert wuchs in Troisdorf auf. Sie besuchte vier Jahre eine Schauspielschule in Köln. Sie erhielt von 2009 bis 2013 Schauspielunterricht am „Juniorhouse Köln“, einer privat geführten Schauspielschule für Kinder und Jugendliche in Köln, wo sie bei mehreren Theateraufführungen mitwirkte. Dort und auch im Schultheater konnte sie erste Bühnenerfahrungen sammeln. Außerdem besuchte sie Schauspiel-, Synchron- und Musical-Workshops in Köln. Ihre Schullaufbahn schloss sie mit dem Abitur ab.
Erstmals vor der Filmkamera stand Angert bereits 2008 in einem Werbespot für Haribo gemeinsam mit Thomas Gottschalk. Anschließend entschied sie sich für eine Schauspielausbildung. Im November 2012 wurde sie zu einem Casting für die RTL-Fernsehserie Alarm für Cobra 11 – Die Autobahnpolizei eingeladen und erhielt daraufhin ihre erste Hauptrolle in einer Fernsehserie. Die Dreharbeiten begannen im Januar 2013; die Erstausstrahlung erfolgte im November 2013. Sie spielte Heike-Maria Schrankmann, die Tochter von Staatsanwältin Schrankmann (Kerstin Thielemann), die ein Praktikum bei der Polizei macht. In dem Kinofilm Kückückskind (2014) erhielt sie anschließend eine Nebenrolle. Eine Episodenrolle in der ZDF-Serie Bettys Diagnose (2015; als Sophia) folgte.
In der Fernsehserie Der Lehrer hatte sie 2015–2016 in der 3. und 4. Staffel eine durchgehende Seriennebenrolle als Schülerin Natascha; sie spielte eine Hauptschülerin mit Migrationshintergrund.
Vom 5. September 2016 (Folge 5431) bis 5. April 2018 (Folge 5831) war Pauline Angert in der RTL-Serie Unter uns in einer Serienhauptrolle zu sehen und spielte dort die Rolle Katharina, alias „KayC“ Schneider, die Cousine der Serienhauptfigur Elli Schneider (Nora Koppen). In der 9. Staffel der ARD-Serie Familie Dr. Kleist (2019) gehörte Angert als Luisa Ewald, die ältere Tochter der weiblichen Hauptrolle Tanja Ewald (Christina Athenstädt), zur Stammbesetzung.
Angert studierte zunächst Medienwissenschaft und Englisch an der Universität Bonn. Mittlerweile studiert sie Psychologie. Pauline Angert lebt in Köln und Trier.

## Filmografie (Auswahl)
- 2013: Alarm für Cobra 11 – Die Autobahnpolizei (Fernsehserie, Folge Vergeltung)
- 2014: Kückückskind (Kinofilm)
- 2014: Drüber (Kurzfilm)
- 2015: Bettys Diagnose (Fernsehserie, Folge Geschiedene Leute)
- 2015–2016: Der Lehrer (Fernsehserie; Seriennebenrolle)
- 2016–2018: Unter uns (Fernsehserie; Serienhauptrolle)
- 2016: Der letzte Cowboy (Fernsehserie, Folge  Die Sache mit Pascal)
- 2017: Sechs Richtige und ich
- 2017: Vollkrassmann
- 2019–2020: Familie Dr. Kleist (Fernsehserie)
- 2023: SOKO Köln (Fernsehserie, Folge Bambi ist tot!)
- 2024: Inga Lindström: Die vergessene Hochzeit (Fernsehreihe)
- 2024: Überväter (Fernsehfilm)